# All the Way (Brenda Lee)
| Recensione | Giudizio |
| ---------- | -------- |
| AllMusic   | [ 1 ]    |

All the Way è il quinto album di Brenda Lee, pubblicato dalla Decca Records nell'agosto del 1961. I brani del disco furono registrati al Bradley Film & Recording Studio di Nashville, Tennessee (Stati Uniti), nelle date indicate nella lista tracce.

## Tracce
Lato A
1. Lover, Come Back to Me – 2:34 (Oscar Hammerstein II, Sigmund Romberg) – Registrato il 19 maggio 1961
2. All the Way – 3:03 (Sammy Cahn, James Van Heusen) – Registrato il 20 maggio 1961
3. Dum Dum – 2:23 (Jackie DeShannon, Sharon Sheeley) – Registrato il 21 maggio 1961
4. On the Sunny Side of the Street – 3:20 (Dorothy Fields, Jimmy McHugh) – Registrato il 20 maggio 1961
5. Talkin' 'Bout You – 2:36 (Ray Charles) – Registrato il 20 maggio 1961
6. Someone to Love Me (The Prisoner's Song) – 2:43 (Guy Massey) – Registrato l'8 gennaio 1961

Lato B
1. Do I Worry (Yes I Do) – 2:04 (Jerry Jordan) – Registrato il 16 agosto 1960
2. Tragedy – 2:45 (Fred Burch, Gerald Nelson) – Registrato il 20 maggio 1961
3. Kansas City – 2:38 (Jerry Leiber, Mike Stoller) – Registrato il 19 maggio 1961
4. Eventually – 3:02 (Albritten Dub, Ronnie Self) – Registrato il 21 maggio 1961
5. Speak to Me Pretty – 2:16 (By Dunham, Henry Vars) – Registrato il 21 maggio 1961
6. The Big Chance – 2:16 (Fred Burch, Gerald Nelson) – Registrato il 18 agosto 1960

## Musicisti
A1 e B3
- Brenda Lee - voce solista
- Hank Garland - chitarra
- Grady Martin - chitarra
- Floyd Cramer - pianoforte
- Boots Randolph - sassofono
- Sconosciuti - sezione strumenti ad arco
- Harold Bradley - chitarra-basso
- Joseph Zinkan - contrabbasso
- Douglas Kirkham - batteria
- Sconosciuti - accompagnamento vocale, cori

A2, A4, A5, e B2
- Brenda Lee - voce solista
- Hank Garland - chitarra
- Grady Martin - chitarra
- Harold Bradley - chitarra
- Floyd Cramer - pianoforte
- Boots Randolph - sassofono
- Sconosciuti - sezione strumenti ad arco
- Joseph Zinkan - contrabbasso
- Buddy Harman - batteria
- Anita Kerr Singers - accompagnamento vocale, cori

A3, B4 e B5
- Brenda Lee - voce solista
- Hank Garland - chitarra
- Grady Martin - chitarra
- Harold Bradley - chitarra
- Floyd Cramer - pianoforte
- Boots Randolph - sassofono
- Sconosciuti - sezione strumenti ad arco
- Joseph Zinkan - contrabbasso
- Buddy Harman - batteria
- Anita Kerr Singers - accompagnamento vocale, cori

A6
- Brenda Lee - voce solista
- Hank Garland - chitarra
- Grady Martin - chitarra
- Floyd Cramer - pianoforte
- Boots Randolph - sassofono
- Sconosciuti - sezione strumenti ad arco
- Harold Bradley - chitarra-basso
- Bob Moore - contrabbasso
- Buddy Harman - batteria
- Sconosciuti - accompagnamento vocale, cori

B1
- Brenda Lee - voce solista
- Hank Garland - chitarra
- Grady Martin - chitarra
- Floyd Cramer - pianoforte
- Sconosciuti - sezione strumenti ad arco
- Harold Bradley - chitarra-basso
- Bob Moore - contrabbasso
- Buddy Harman - batteria

B6
- Brenda Lee - voce solista
- Hank Garland - chitarra
- Grady Martin - chitarra
- Floyd Cramer - pianoforte
- Boots Randolph - sassofono
- Harold Bradley - chitarra-basso
- Bob Moore - contrabbasso
- Buddy Harman - batteria